# Rhetus thia
Rhetus thia är en fjärilsart som beskrevs av Morisse 1837. Rhetus thia ingår i släktet Rhetus och familjen Riodinidae. Inga underarter finns listade.